# Heteroderes algirinus
Heteroderes algirinus là một loài bọ cánh cứng trong họ Elateridae. Loài này được Lucas miêu tả khoa học năm 1849.